# Matthew Riccitello
Matthew Riccitello, né le 5 mars 2002 à Tucson (Arizona), est un coureur cycliste américain.

## Biographie
Le 13 mars 2022, Matthew  Riccitello remporte le classement général de l'Istrian Spring Trophy, son premier succès au niveau UCI.

### Israel-Premier Tech (depuis 2023)
Il signe un contrat avec Israel-Premier Tech pour les saisons 2023 à 2025.

#### 2023
En mai, il participe à son premier Grand Tour à l'âge de 21 ans en s'alignant sur le Tour d'Italie qu'il termine et se classe dans le top 12 de deux étapes. En août, il remporte une étape du Tour de l'Avenir disputée contre-la-montre, porte le maillot de leader pendant trois étapes puis perd ce maillot le dernier jour et termine à la 4e place du classement général remporté par Isaac Del Toro.

#### 2024
En juin, il obtient ses premiers résultats significatifs parmi les professionnels en terminant à la 5e place du Tour de Suisse et en se classant cinq fois dans le top 10 des étapes les plus montagneuses. Il remporte le maillot du meilleur jeune au Sibiu Cycling Tour, en Roumanie.

## Palmarès

### Par années
- 2019
  - 2e, 3e et 5e étapes du Tour of the Gila amateurs
  - 2e du Tour de l'Abitibi
  - 2e du championnat des États-Unis du contre-la-montre juniors
- 2020
  - 1re étape du Tour of Southern Highlands (contre-la-montre)
  - Mount Graham Hill Climb
  - 3e de la Valley of the Sun Stage Race
- 2021
  - FlapJack Flats Time Trial
- 2022
  - Classement général de l'Istrian Spring Trophy
- 2023
  - 7e étape (a) du Tour de l'Avenir (contre-la-montre)
- 2024
  - 5e du Tour de Suisse
- 2025
  - Sibiu Cycling Tour : 
    - Classement général
    - 2e étape

### Résultats sur les grands tours

#### Tour d'Italie
1 participation
- 2023 : 56e

#### Tour d'Espagne
1 participation
- 2024 : 30e

### Classements mondiaux
| Année                                 | 2021  | 2022 | 2023 | 2024 |
| ------------------------------------- | ----- | ---- | ---- | ---- |
| Classement mondial                    | 1969e | 919e | 392e | 185e |
| UCI America Tour                      | 333e  | 98e  | 38e  | 21e  |
|                                       |       |      |      |      |
| Légende : nc = non classéSource : UCI |       |      |      |      |